# Old Brown Shoe
Singles de The Beatles
Get Back/Don't Let Me Down
(1969) Something/Come Together
(1969)
Pistes de Past Masters
Ballad of John and Yoko Across the Universe
Old Brown Shoe (Vieille chaussure marron, en français) est une chanson des Beatles, écrite par George Harrison et sortie en face B du single The Ballad of John and Yoko. Écrite autour d'un riff de piano, guitare et basse, elle tourne autour du concept de dualité, et du fait que, selon la spiritualité du musicien, les contraires et oppositions disparaissent lorsque l'on accède au divin.
Travaillée par le groupe fin janvier 1969 durant les sessions du projet « Get Back », elle est tout d'abord enregistrée dans une version de démonstration par Harrison seul, le jour de son anniversaire le 25 février suivant. Les Beatles la mettent ensuite rapidement en boîte courant avril, avant de la publier en face B d'un single.
Elle est aussi disponible sur les compilations Hey Jude, The Beatles 1967-1970 et Past Masters. La version de février est aussi disponible, sur l'album Anthology 3 et la prise deux sur la réédition de 2019 de l'album Abbey Road. Deux reprises ont été enregistrées en hommage à George Harrison en 2002 et 2003.

## Historique

### Composition
Old Brown Shoe est composée par George Harrison début 1969. Dans son autobiographie I, Me, Mine, publiée en 1980, il explique : « J'ai commencé à jouer les séquences des accords au piano, instrument dont je ne suis pas un grand joueur, et alors sont venues des idées de paroles fondées sur les contraires, les opposés... Encore une fois, c'est la dualité des choses — oui non, haut bas, gauche droite, vrai faux, etc. ». 
Bien qu'il s'agisse au premier abord d'une chanson d'amour, les paroles sont profondément inspirées par les opinions religieuses et spirituelles de Harrison. Le message sur la dualité des choses (déjà exploré par Paul McCartney de façon plus triviale sur Hello Goodbye) vise à expliquer qu'une fois acquise la conscience divine, la différence entre bien et mal, corps et âme, disparaît. Le titre même d'« old brown shoe » (« vieille chaussure marron ») doit principalement son existence à la fâcheuse tendance de Harrison à ne pas trouver de titre à ses chansons.

### Enregistrement
Le 27 janvier 1969, Harrison présente sa nouvelle composition aux Beatles et leur invité Billy Preston durant les séances du projet « Get Back ». Elle est répétée à plusieurs reprises dans les jours suivants mais finalement laissée de côté pour ce projet, préférant y intégrer I Me Mine et For You Blue, cette dernière déjà finalisée.
La toute première prise de Old Brown Shoe (publiée en 1996 sur le disque Anthology 3) est une version de démonstration enregistrée par George Harrison seul pour donner un modèle au groupe. C'est donc le 25 février 1969 (à l'occasion de son 26e anniversaire) qu'il se rend en studio avec l'ingénieur du son Ken Scott pour réaliser cette version, jouant de plusieurs instruments superposés. Il enregistre aussi une démonstration de Something et une d'All Things Must Pass. Old Brown Shoe est la plus proche de sa forme finale, avec son riff combiné de piano, guitare et basse. La méthode se révèle efficace puisque quand le groupe vient l'enregistrer en studio le 16 avril suivant, chacun maîtrise parfaitement son rôle. En quatre prises, la chanson est complète. La deuxième (première à arriver à son terme), contient la piste rythmique de base : Ringo Starr à la batterie, John Lennon à la guitare rythmique, Paul McCartney au piano, et Harrison au chant et à la guitare principale. Une partie de basse est ensuite ajoutée, calquée sur le jeu de guitare principal. Contrairement à l'habitude, la basse ne serait pas jouée par Paul McCartney, comme l'explique Harrison dans une interview donnée à Creem et publiée en deux parties en décembre 1987 et janvier 1988:

« Creem: Vous m'avez dit que vous aviez joué de la basse sur Old Brown Shoe. (You also told me you played bass on Old Brown Shoe.)
George Harrison: C'est comme un fou qui joue. (It’s like a lunatic playing.)
Creem: C'est comme si McCartney avait encore pété les plombs. (It sounds like McCartney was going nuts again.)
George Harrison: C'est moi qui pète les plombs. Je joue exactement la même chose que sur la guitare. (That was me going nuts. I’m doing exactly what I do on the guitar.),. »

Comme le groupe ne réalise plus de publication au format monophonique, à la fin de cette séance, un mixage stéréo est réalisé, montrant que les Beatles jugent la chanson terminée. Ils reviennent pourtant en studio deux jours plus tard avec le producteur Chris Thomas pour enregistrer une partie d'orgue Hammond qui remplace la guitare rythmique de John Lennon. Un nouveau mixage, cette fois définitif, est produit dans la foulée.

### Parution et reprises
Old Brown Shoe est publiée en face B du single The Ballad of John and Yoko, chanson enregistrée rapidement le 14 avril 1969 par John Lennon et Paul McCartney sans la participation des deux autres Beatles. Le single sort le 30 mai au Royaume-Uni et le 4 juin suivant de l'autre côté de l'Atlantique, pour atteindre, dans les deux cas, la tête des charts. Pour, certains, comme Simon Leng ou Alan Pollack, la chanson a été desservie par sa position de face B, alors qu'elle avait plus de qualités artistiques que la face A.
Elle apparaît par la suite sur plusieurs compilations : Hey Jude en 1970,  sur l'« album bleu » en 1973 et sur la compilation de singles Past Masters en 1988. La version de démonstration enregistrée par George Harrison seul le 25 février 1969 est pour sa part officiellement publiée en 1996 sur le disque Anthology 3. La prise 2 de l'enregistrement de cette chanson est incluse sur le deuxième disque de la version super de luxe de la réédition du 50e anniversaire de l'album Abbey Road qui sera publié le 27 septembre 2019. Harrison interprète par ailleurs la chanson lors de ses concerts au Japon en décembre 1991 aux côtés d'Eric Clapton qui le rejoint sur les chœurs. Le résultat est publié l'année suivante sur le disque Live in Japan.
La chanson n'a fait l'objet que de peu de reprises, toutes en hommage à Harrison. En 2002, Gary Brooker l'interprète en live, lors du Concert for George, tandis que Leslie West l'enregistre en 2003 pour un album réunissant plusieurs musiciens, Songs from the Material World.

## Fiche technique

### Interprètes
Le plus probable:
- George Harrison: chant, guitare, orgue Hammond
- Paul McCartney: chœurs, basse, piano bastringue
- John Lennon: chœurs
- Ringo Starr: batterie

### Équipe de production
- George Martin : producteur
- Chris Thomas : producteur
- Ken Scott : ingénieur du son
- Phil MacDonald : ingénieur du son
- Jeff Jarratt : ingénieur du son
- Richard Lush : ingénieur du son
- John Kurlander : ingénieur du son